# Atchison (Kansas)
Atchison ist eine Stadt in den Vereinigten Staaten von Amerika im Bundesstaat Kansas. Sie ist Verwaltungssitz (County Seat) des Atchinson County. Das U.S. Census Bureau hat bei der Volkszählung 2020 eine Einwohnerzahl von 10.885 ermittelt.

## Geographie
Die Stadt liegt am Westufer des Missouri nahe der Grenze zwischen Kansas und Missouri.
Die Stadt hat eine Fläche von 18,7 km² (davon 17,7 km² Landfläche).

## Geschichte
Der Ort wurde 1854 gegründet und nach David Rice Atchison benannt. Die Stadt ist bekannt als Geburtsort der Pilotin Amelia Earhart, zu deren Ehren jährlich im Juli ein Festival stattfindet, das zwischen 30.000 und 50.000 Besucher anzieht.
Ebenso stammte Jesse Stone, ein US-amerikanischer Musiker und Arrangeur des Jazz und Rhythm and Blues aus Atchison. Jesse Stone and his Blues Serenaders war eine Territory Band des Kansas City Jazz, die von 1926 bis 1927 in und um Kansas City von Atchison aus spielte.
Ab Ende der 1850er-Jahre versuchten Unternehmer aus Atchison, den Ort als Eisenbahnknotenpunkt und Ausgangspunkt des westlichen Abschnitts einer transkontinentalen Bahnverbindung zu vermarkten. 1859 wurde die Atchison and Topeka Railroad gegründet, die 1863 zur Atchison, Topeka and Santa Fe Railway (ATSF) wurde und eine Verbindung der namensgebenden Orte zum Ziel hatte. Der erste Zug zwischen Atchison und Topeka fuhr am 13. Mai 1872. Im 20. Jahrhundert nahm die Bedeutung dieser Verbindung im Streckennetz der ATSF jedoch zugunsten einer 1888 eröffneten Route über Kansas City ab. 1991 wurde ein Großteil der Bahnstrecke zwischen Atchison und Topeka an die T & P Railway verkauft und 1993 stillgelegt. Atchison ist seither nur noch aus (Süd- bzw. Nord-)Osten an das Bahnnetz angeschlossen.

## Infrastruktur
Atchison liegt in der Nähe der Autobahn Interstate 29.
Der nächste Flughafen befindet sich in Kansas City.

## Bildung
In Atchison befindet sich das Benedictine College, ein privates römisch-Katholisches Libral Arts College mit ca. 2000 Studierenden, das 1971 durch den Zusammenschluss von St. Benedict's College (für Männer, gegründet 1858) und Mount St. Scholastica College (für Frauen, gegründet 1923).

## Persönlichkeiten
- Ward Lockwood (1894–1963), Maler, Grafiker und Kunstpädagoge
- Amelia Earhart (* 1897; verschollen am 2. Juli 1937 im Pazifischen Ozean, für tot erklärt am 5. Januar 1939), Flugpionierin und Frauenrechtlerin
- Jesse Stone (Pseudonym: Charles E. Calhoun; 1901–1999), Leiter einer Territory Band
- Mary Fieser (1909–1997), Chemikerin
- Georgia Caldwell Smith (1909–1961), Mathematikerin und Hochschullehrerin
- Ralph Brewster (1914–1990), Jazzsänger der späten Swingära

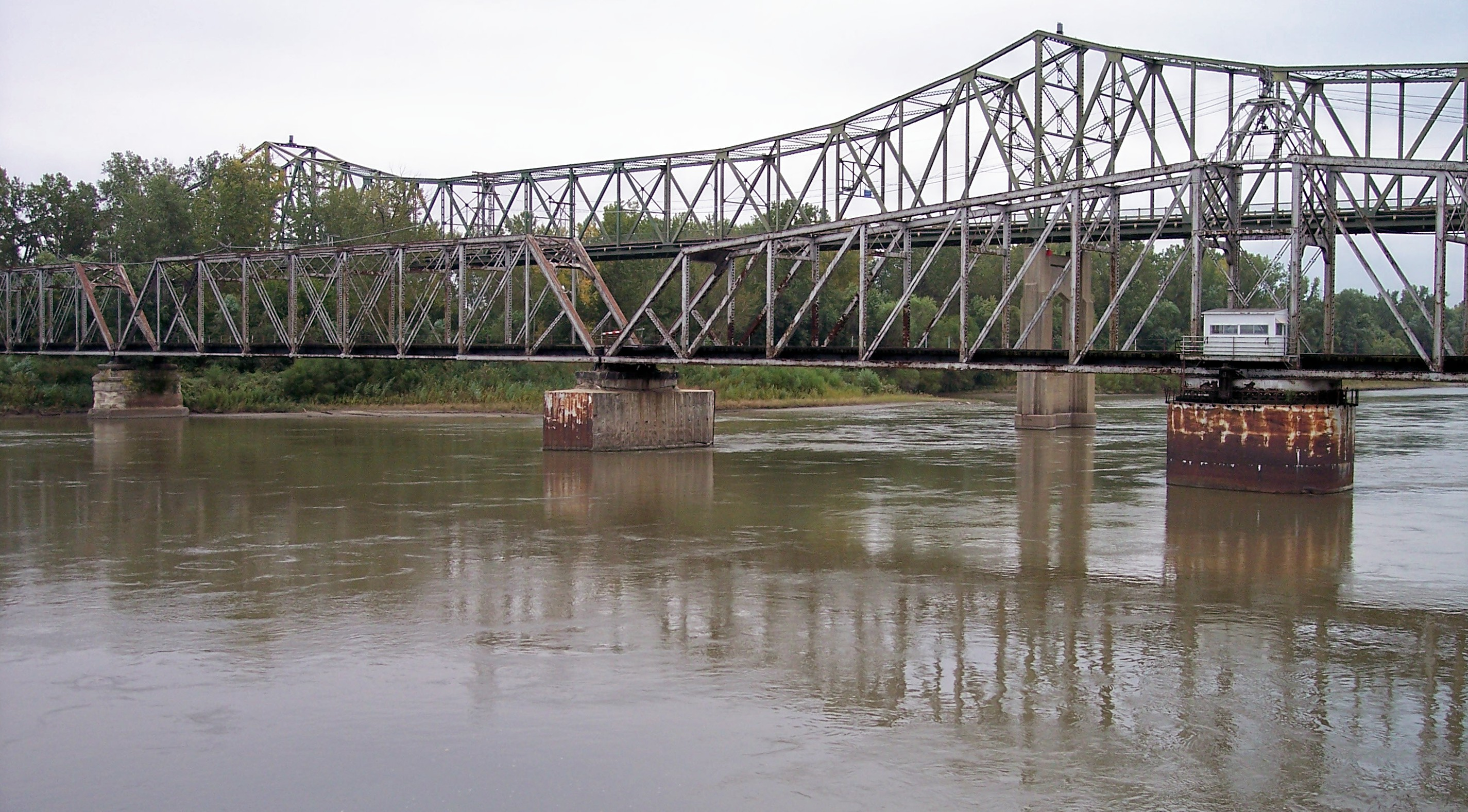
Amelia Earhart Bridge
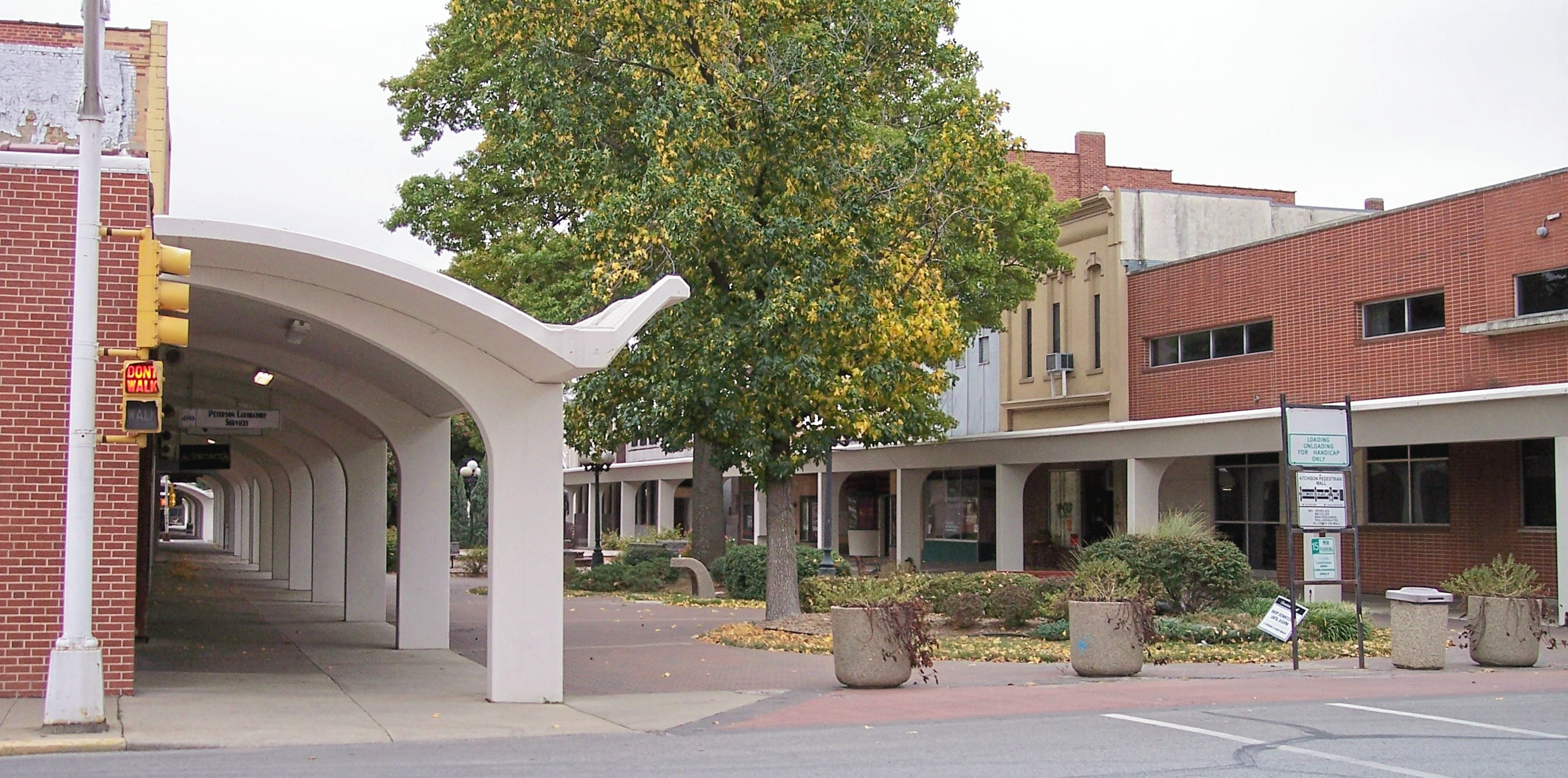
Atchison Einkaufsstraße
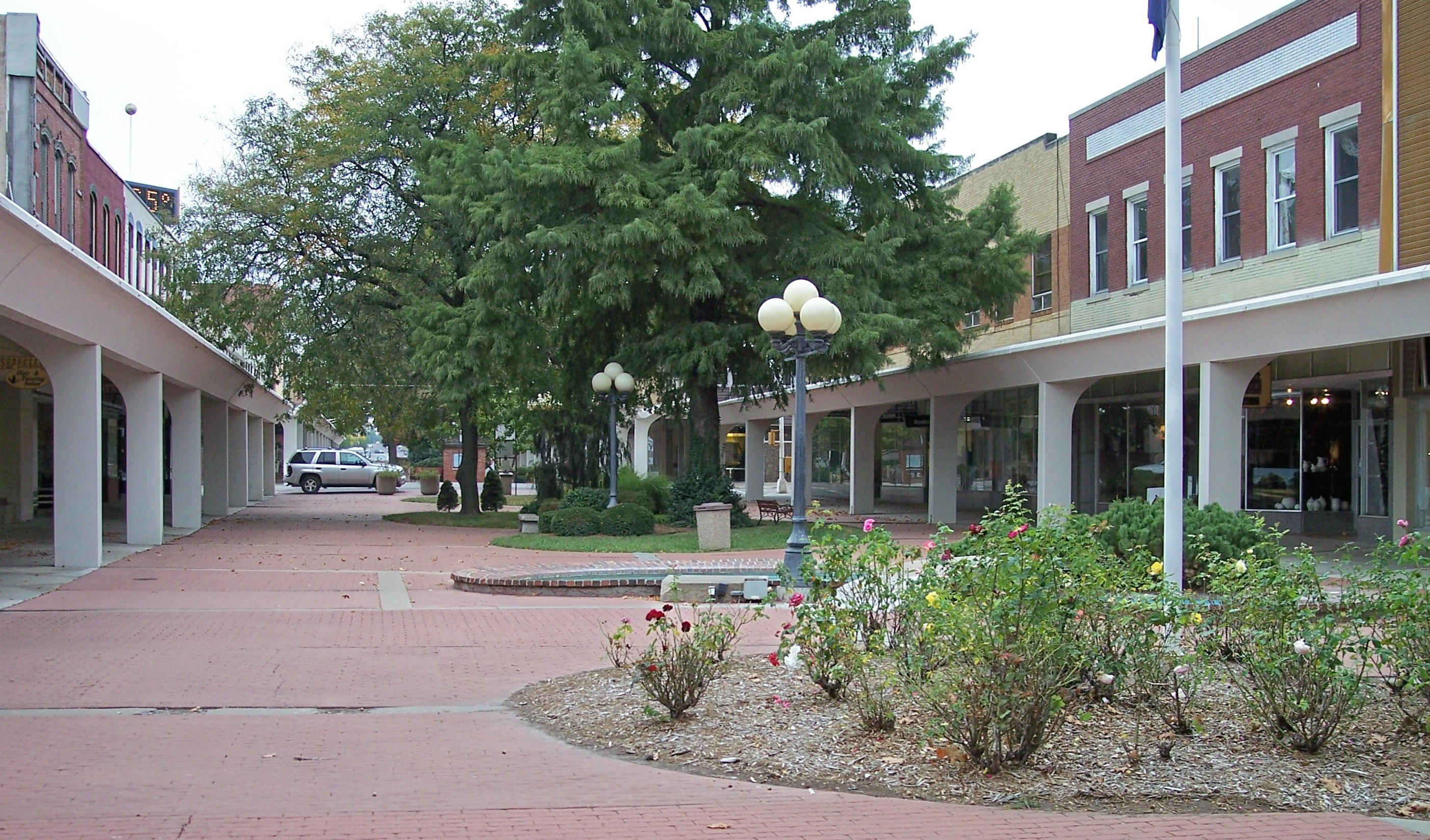
Atchison Downtown
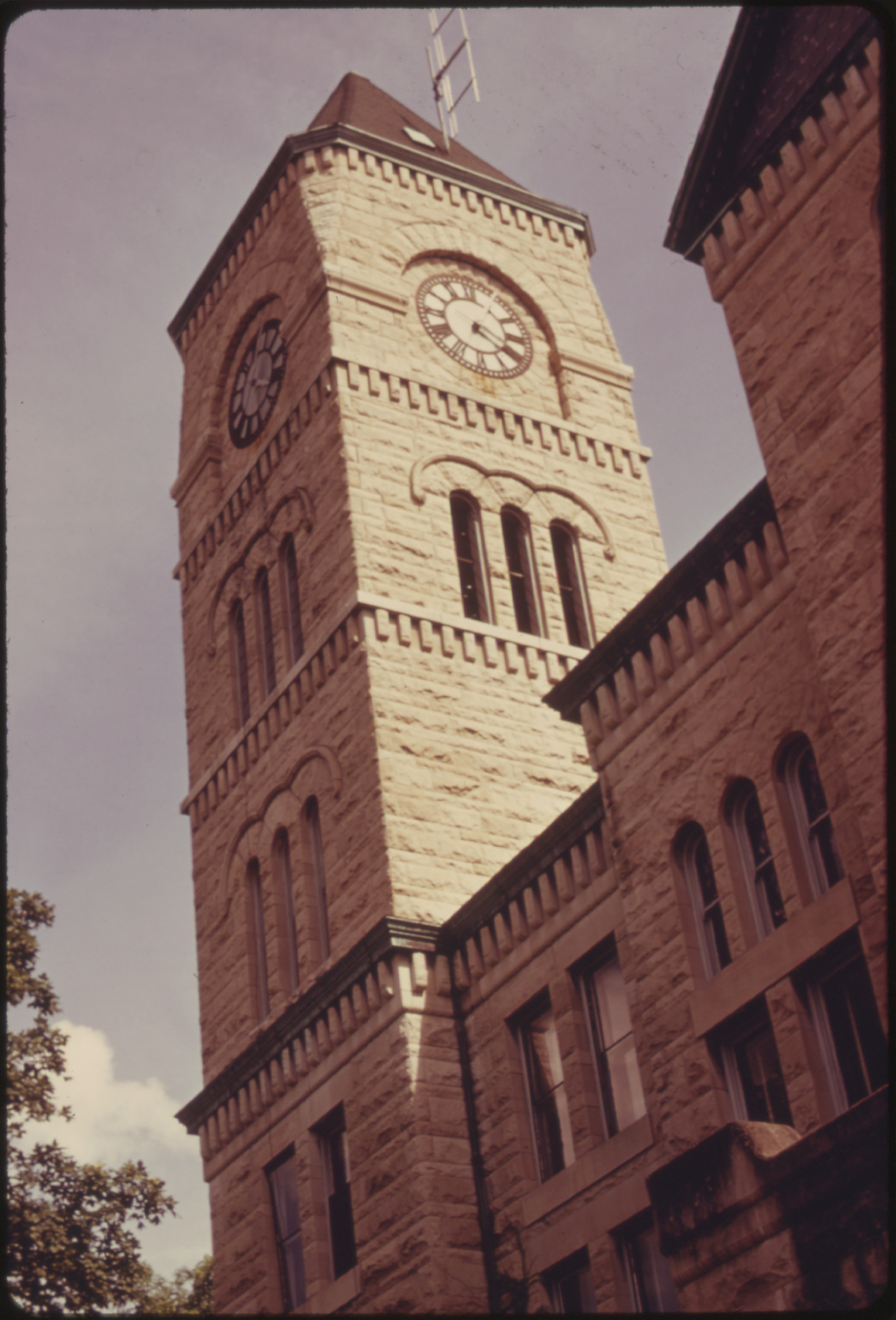
Gerichtsgebäude des Atchison County